# International Music Council
L'International Music Council (IMC) è un'organizzazione internazionale non governativa indipendente, creata nel 1949 con lo scopo di fornire un comitato consultativo all'UNESCO relativamente alla musica. Ha sede nel quartier generale dell'Unesco a Parigi. La sua missione principale è facilitare lo sviluppo e la promozione della musica in campo internazionale.
L'IMC dispone di 76 comitati nazionali, 34 organizzazioni internazionali riconosciute e 35 membri individuali e onorari, scelti fra i più eminenti compositori, interpreti ed educatori musicali. È organizzato in consigli regionali in ogni continente. Il loro compito è  sviluppare e sostenere programmi appositamente concepiti per i bisogni dei suoi membri in ogni regione del mondo. Attraverso le sue organizzazioni regionali, l'IMC ha rapporti con più di un migliaio di organizzazioni musicali.
Una delle attività regolari dell'IMC è il suo International Rostrum of Composers, un evento internazionale che offre la possibilità di scambiare e pubblicizzare tramite la radio brani musicali di compositori contemporanei.
L'IMC inoltre è responsabile della creazione della Giornata internazionale della musica, che si tiene ogni anno il 1º ottobre.

## Presidenti dell'IMC
- Dr. Sheila Woodward (2023-oggi), Stati Uniti
- Alfons Karabuda (2019–2023), Svezia

- Emily Achieng’ Akuno (2017–2019), Kenya

- Paul Dujardin (2013–2017), Belgio
- Frans de Ruiter (1998-2001) (2009–2013), Olanda
- Richard Letts (2005-2009), Australia
- Kifah Fakhouri (2001-2005), Giordania
- Jordi Roch (1994-1997), Spagna
- Eskil Hemberg (1992-1993), Svezia
- Lupwishi Mbuyamba (1988-1991), Congo
- Marlos Nobre (1986-1987), Brasile
- Gottfried Scholz (1984-1985), Austria
- Barry S. Brook (1982-1983), Stati Uniti
- Frank Callaway (1980-1981), Australia
- John Peter Lee Roberts (1978-1979), Canada
- Yehudi Menuhin (1969-1975), Stati Uniti
- Narayana Menon (1967-1968) (1976-1977), India
- Vladimir Fédorov (1965-1966), Francia
- Mario Labroca (1959-1964), Italia
- Domingo Santa Cruz (1957-1958), Cile
- Steuart Wilson (1954-1956), Regno Unito
- Roland Manuel (1950-1953), Francia